# Arcidiecézní charita Olomouc
Arcidiecézní charita Olomouc (ACHO) je nezisková humanitární organizace zřizovaná arcibiskupstvím olomouckým podle Kodexu kanonického práva (kánon 114, 116) jakožto církevní právnická osoba. Je členem Sdružení Česká katolická charita a součástí římskokatolické církve. Její činnost se zaměřuje zejména na oblast olomoucké arcidiecéze, nicméně v omezené míře obstarává i humanitární pomoc pro zahraničí.

## Struktura a činnost
Náplň činností organizace je služba a pomoc lidem v nouzi, bez ohledu na jejich příslušnost k rase, národnosti, náboženství, státní a politické příslušnosti. Dnes působí v olomoucké arcidiecézi 49 farních a oblastních charit, které zřizují či provozují přes 100 charitních sociálně-zdravotních zařízení a služeb. Celkem pro ni pracuje přes 500 zaměstnanců a dvojnásobný počet dobrovolníků. Tito poskytují služby asi 4 000 dlouhodobějším klientům, tisícům dalším je poskytována jednorázová pomoc.
ACHO také v omezené míře organizuje humanitární pomoc a rozvojovou spolupráci v zahraničí. Konkrétně jde (mimo příležitostné sbírky pro oběti katastrof) zejména o program Adopce na dálku podporující vzdělání dětí na Haiti, nebo také o program podpory dětských domovů na Ukrajině. Mise na Haiti vznikla v roce 2005, Mise na Ukrajině v roce 1990.

## Historie
Arcidiecézní charita Olomouc vznikla v roce 1922 za účelem integrace a zefektivnění práce již dříve existujících charitativních snah založených na bázi církevních spolků. Její činnost byla násilně přerušena nejprve druhou světovou válkou a poté komunistickou diktaturou. Po jejím pádu byla v roce 1990 byla ACHO znovu obnovena. Při svém založení neprovozovala žádné služby, žádné zařízení a neměla ani jednoho zaměstnance. Od té doby prodělala bouřlivý rozvoj až k dnešnímu stavu, který je popsán výše.